# Oborni Teréz
Oborni Teréz (Balassagyarmat, 1960. július 10. –) magyar történész, az ELTE BTK Történeti Intézet egyetemi docens.

## Munkássága
1983-ban szerzett diplomát az ELTE BTK Történeti Intézet történelem-levéltár szakán. 1983 és 1986 között a Nógrád Megyei Levéltárban a 16-18. századi vármegyei iratok referenseként dolgozott. 1986-tól a Magyar Országos Levéltárban az erdélyi kormányhatósági levéltárakkal foglalkozott. 1991 és 1994 között az MTA ösztöndíjasaként az ELTE BTK Történelem Segédtudományai Tanszékén latin nyelvet tanított, 16-17. századi latin nyelvű források, valamint a kora újkori kormányszervek levéltári forrásainak olvasását oktatta.
1993-tól a Janus Pannonius Tudományegyetem Közép- és Koraújkori Történeti Tanszékén volt tanársegéd. 1997-ben lett egyetemi adjunktus, 1998-ban kandidált, 2000-től egyetemi docens, 2012-ben habilitált.
Számos alkalommal kutatott külföldi levéltárakban, Pozsonyban, Rómában a Vatikán levéltáraiban, Velencében. 
2002-től a Pécsi Tudományegyetem BTK Történeti Segédtudományok Szemináriumának szemináriumvezetője. Fő oktatási területei: Bevezetés a történettudomány forrásaiba és irodalmába; Az Erdélyi Fejedelemség története; Békekötések a koraújkori magyar történelemben; Latin nyelvű oklevélolvasás; A történelem segédtudományai; latin nyelvű kora újkori forrásszöveg-olvasás.
Kutatási területe: Erdély története, a történeti segédtudományok.

## Főbb művei
- Erdély aranykora. Fejedelmek tündérkertje; Rubicon Intézet, Budapest, 2021
- Bethlen Gábor; Kossuth, Budapest, 2017 (Sorsfordítók a magyar történelemben)
- Erdélyi országgyűlések a 16-17. században; Országház Könyvkiadó, Budapest, 2018 (A magyar országgyűlések története)
- Az ördöngős barát – Fráter György (1482–1551), Kairosz Kiadó, Pécs-Budapest, 2017
- A kód. Bethlen 1613. Kiállítás a Magyar Nemzeti Múzeumban, 2013. november 12–2014. február 2.; szerk. Kiss Erika, Oborni Teréz; MNM, Bp., 2014
- "...éltünk mi sokáig két hazában...". Tanulmányok a 90 éves Kiss András tiszteletére; szerk. Dáné Veronka, Oborni Teréz, Sipos Gábor; : Debreceni Egyetemi, Debrecen, 2012 (Speculum historiae Debreceniense)
- Udvar, állam és kormányzat a kora újkori Erdélyben. Tanulmányok; ELTE BTK Középkori és Kora Újkori Magyar Történeti Tanszék–Transylvania Emlékeiért Tudományos Egyesület, Bp., 2011 (Udvartörténet kötetei)
- A régi Erdély népeinek képeskönyve. Kéziratos viseletkódex az Apafiak korából; tanulmány Oborni Teréz, Tompos Lilla, Bencsik Gábor; Magyar Mercurius, Bp., 2009 (német nyelven is megjelent)
- Redite ad cor. Tanulmányok Sahin-Tóth Péter emlékére; szerk. Krász Lilla, Oborni Teréz; ELTE Eötvös, Bp., 2008
- Memoria rerum. Tanulmányok Bán Péter tiszteletére; szerk. Oborni Teréz, Á. Varga László; Heves Megyei Levéltár, Eger, 2008
- Ad astra. Sahin-Tóth Péter tanulmányai. Études de Péter Sahin-Tóth; szerk. Oborni Teréz ELTE Eötvös, Bp., 2006
- Erdély pénzügyei I. Ferdinánd uralma alatt, 1552-1556; Szentpétery Imre Történettudományi Alapítvány, Bp., 2002 (Fons Könyvek, 1.)
- Oborni Teréz: Nógrád vármegye közgyűlési jegyzőkönyveinek regesztái 1597-1603. Salgótarján, 2001
- Ágoston Gábor-Oborni Teréz: A tizenhetedik század története. Bp., Pannonica Kiadó 2000
- Az Erdélyi Fejedelemség gazdasága és igazgatása. in: Millenniumi magyar történet. Budapest, 2001. 284-287.
- Az erdélyi társadalom. Uo. 267-271.
- Az erdélyi fejedelemség hadtörténete. in: Nagy Képes Millenniumi Hadtörténet. Bp., 2000. 139-151.; 208-209.
- Fráter György. in: Millenniumi Arcképcsarnok. Bp., 1999. 63-66.
- Rákóczi György. in: Millenniumi Arcképcsarnok. Bp., 1999. 103-105.
- A gyalui szerződés. In: A magyar államiság első ezer éve. Pécs, 2000. 132-145.
- A kora újkori latin nyelvű forrásszövegek kiadásáról. in: FONS 2000/1. sz. 67-75.
- Az Erdélyi Fejedelemség 16-17. századi összeírásainak demográfiai forrásértéke. in: Magyarország történeti demográfiája (896-1995). Millecentenáriumi előadások. Szerk.: Kovacsics József.Bp. 1997. 187-192.
- Fráter György kincstartósága Erdélyben. in: Híd a századok felett. Tanulmányok Katus László 70. születésnapjára. Főszerk.: Hanák Péter. Szerk.: Nagy Mariann. Pécs, 1997. 61-76.
- Habsburg kísérlet Erdély pénzügyigazgatásának megszervezésére (1552-1553). in: In memoriam Barta Gábor. Tanulmányok Barta Gábor emlékére. Szerk.: Lengváry István. Pécs, 1996. 165-176.
- Erdély fejedelmei. Bp. Pannonica, 2002

## Díjai
- Bezerédj-díj (2011)
- A Magyar Érdemrend lovagkeresztje (2016)